# Pengő ungherese
Il pengő fu, dal 21 gennaio 1927 al 31 luglio 1946, la valuta dell'Ungheria. Un pengő era diviso in 100 fillér.

## L'introduzione dopo la prima guerra mondiale
Dopo la prima guerra mondiale, la corona austro-ungarica fu abolita in Ungheria e fu sostituita dalla corona ungherese, che soffrì un'alta inflazione. Fu allora introdotta una nuova valuta, il pengő, valutato 12.500 corone, e si stabilì che 3.800 di questi valevano un chilo di oro. Tuttavia a differenza della corona non furono mai coniati pengő d'oro.

## La fine dopo la seconda guerra mondiale
Dopo la seconda guerra mondiale il pengő soffrì il più alto tasso di iperinflazione mai registrato e perse di valore. Venne rivalutato, ma questo non fermò l'iperinflazione ed i prezzi continuarono a salire fuori da ogni controllo, obbligando l'emissione di tagli di banconote sempre più alti e raggiungendo il massimo con la stampa di un biglietto da 1021(=1.000.000.000.000.000.000.000) pengő, che però non venne mai messo in circolazione. Il taglio più grosso messo in circolazione valeva 1020(=100.000.000.000.000.000.000) pengő, ovvero 100 milioni di bilioni (o 100 trilioni).
L'economia ungherese poteva essere stabilizzata solo con l'introduzione di una nuova valuta e quindi il 1º agosto 1946 venne introdotto il fiorino ungherese con un tasso di cambio di 4×1029(=400.000.000.000.000.000.000.000.000.000= 400 quadriliardi) pengő.

## Quantità di valuta in circolazione
- 31 dicembre 1939: 975 milioni di Pengő;
- 31 dicembre 1945: 765.446 milioni di Pengő;
- 31 luglio 1946: 47,3 quadrilioni di Pengő e 5.176.212 quinquillioni (un 5 con 36 zeri) di Steuerpengő.